# Bene Tleilax
Bene Tleilax je fiktivní národ z knižní série Duna od spisovatele Franka Herberta, na niž navázal Frankův syn Brian Herbert ve spolupráci s Kevinem J. Andersonem.
Tleilaxané jsou tajnůstkářský lid menšího vzrůstu, jímž většina obyvatel Impéria opovrhuje. Jsou nesmírně zdatní genetičtí inženýři.

## Obecná fakta o Bene Tleilax
Národ Bene Tleilax obýval planetu Tleilax, kde se nacházelo jejich hlavní město Bandalong, je však pravděpodobné, že vlastnili i jiné planety. Byli extrémní izolacionisté, na jejich domovských světech se cizinci mohli pohybovat pouze v přísně vymezeném území u kosmoportu a i zde jim bylo dáváno najevo, že nejsou vítáni. Stejně tak se zbytek obyvatel Impéria Tleilaxanů stranil, nazýval je „špinaví Tleilaxané“ – jednak kvůli jejich technologiím, jednak kvůli jejich vzhledu. Tuto image „špinavých“ si Tleilaxané sami vytvořili, neboť díky svým schopnostem mohli geneticky ovlivňovat svůj vzhled: byli velmi malého, téměř dětského vzrůstu; měli šedou pleť, mastné vlasy, pronikavé sivé oči, malá ústa, tupý nos a ostré zuby. Svoji podobu si vybrali naschvál; aby ostatní znepokojovala a odpuzovala – lidé vždy dali na první dojem. Ačkoli byl Bene Tleilax poměrně bohatý, nikdy nedosáhl statutu velkorodu a nebyl členem landsraadu. Nebýt jejich technologií pravděpodobně by s nimi Impérium neudržovalo žádné kontakty.

## Tleilaxanské technologie
Tleilaxané byli genetičtí kouzelníci, mistři v klonování, skvěle ovládali mnoho odvětví biotechnologie. Kombinovali také kov a organické materiály. Právě proto, že jejich technologie byly na organickém základě, přečkaly období Služebnického džihádu, kdy byly zničeny stroje s umělou inteligencí. I tak byly jejich experimenty na samé hraně zákonů Impéria – to je mlčky tolerovalo, neboť tyto technologie potřebovalo.

### Regenerační nádrže
Pilířem tleilaxanské výroby byly regenerační nádrže. Jejich základem byly zřejmě torza těl tleilaxanských žen, respektive hlavně jejich pohlavní orgány. Toto „využívání“ žen bylo důvodem, proč nikdo nikdy neviděl tleilaxanskou ženu. V období Rozptylu se některé regenerační nádrže podařilo ukořistit odpadlickým benegesseriťankám, které několik z těchto žen přivedli zpět k životu a ty se pak staly základem Ctěných matre, fanatických bojovnic s vražednou nenávistí vůči Tleilaxanům a Impériu.

### Gholové
Gholovský proces umožňoval vytvořit v regenerační nádrži klon člověka z minimálního počtu jeho tělesných buněk. Gholy bylo možno psychicky a fyzicky modifikovat – biologickou, technickou nebo hypnotickou cestou mu dát schopnosti či dovednosti, které originál neměl. Navíc bylo znovuoživeným lidem možno navozením psychicky vypjaté situace navrátit jejich původní předgholovskou paměť. Prvním gholou s obnovenou pamětí a zároveň příkladem modifikovaného gholy byl klon Duncana Idaha, zvaný Hayt (modifikace spočívala v přidání mentatských schopností), užitý při spiknutí na Paula Atreida. Duncan Idaho byl poté mnohokrát oživen pro potřeby Leta II. Gholovský proces hrál také velkou roli v tleilaxanské společnosti.

### Slepři
Slepři byli zmutovaní kříženci mezi slimákem a prasetem. Bylo to pomalu se sunoucí, odporné zvíře s mnohačetnými ústy a spirálovitými střevy, které se živilo v podstatě jakýmikoli odpadky. Zanechávali po sobě odporně páchnoucí výkaly, avšak jejich maso bylo vyhledávanou pochoutkou a stalo se úspěšným vývozním artiklem Tleilaxanů.

### Kovové oči
Tleilaxané vyráběli šedivé oční protézy a tvrdili, že jsou lepší než oči lidské. Tyto oči dostali oslepení fremeni (mnozí je však nechtěli, protože mysleli, že kdo je nosí, toho zotročují), slepý Paul Atreides je odmítl. Byl jimi také vybaven ghola Hayt.

### Tvaroví tanečníci
Tvaroví tanečníci byli bližší zvířatům než lidem. Uměli napodobit jakýkoli vzhled i psychiku, čímž věrně imitovali určenou osobu. Na Tleilaxu byli považováni za nižší kastu, neboť neměli vlastní pohlaví (byli to hermafroditi), nemohli se rozmnožovat (byli klonováni) a neměli žádnou osobní identitu. Vzhledem k absenci vědomí vlastního já neměli ani morální kodex, byl jim pouze vštípen instinkt chránit vlastní život, pokud nedostali rozkaz zemřít pro své Pány. Po smrti Leta II. byla vytvořena nová generace Tvarových tanečníků schopných dokonale imitovat určenou osobu – bohužel někdy až tak věrně, že se zcela sžili se svou rolí a zapomněli na svůj původní úkol. Tvaroví tanečníci byli nejen sluhové, ale i dobrý vývozní artikl, kdy sloužili jako baviči v Impériu.

### Další výrobky Bene Tleilaxu
Tleilaxané byli schopní vyrobit Kwisatze Haderacha dříve, než vznikl díky genetickému programu Bene Gesseritu, neunesl však svoji jedinečnost a spáchal sebevraždu. Dále Bene Tleilax nabízel obyvatelům Impéria sexuální hračky, sluhy, filosofy, moralisty – kohokoli, kdo byl potřeba. Specialitou byli pokřivení mentaté, jako byl například Piter de Vries.

## Historie
Tleilaxané (tehdy ještě nazývaní Tlulaxané) se objevují už v období Služebnického džihádu, kdy dodávali náhradní orgány zraněným bojovníkům Ligy vznešených. Genetické inženýrství tehdy ještě neměli příliš ovládnuté, takže náhradní orgány nebyly produktem jejich orgánových farem (jak se věřilo v Lize vznešených), ale byly odebírány zajatcům na svobodných planetách. Když tento podvod vyšel najevo, Liga se od Tlulaxanů odvrátila a nadále byli po celou dobu fungování Impéria v opovržení, takže spolupráce s nimi se uskutečňovala většinou tajně.
V době před narozením Paula Atreida se s Tleilaxany spojil imperátor Shaddam IV., který je pověřil úkolem vytvořit syntetickou náhražku melanže. Za tímto účelem Tleilaxané s pomocí imperiálních sardaukarů obsadili průmyslovou planetu Iks, již Tleilaxané přejmenovali na Xuttuh. Planetu okupovali po třicet let, než byli vytlačeni armádou Atreidů s pomocí iksanského odboje. Projekt na výrobu syntetické melanže selhal, Tleilaxané nedokázali vytvořit dokonalou kopii s požadovanými vlastnostmi. V té době se také některých Tvarových tanečníků ztracených ve vzdáleném vesmíru zmocnil robot Erasmus, který byl fascinován jejich možnostmi a následně několik tisíciletí pracoval na jejich vylepšení, aby mohli požadovaného člověka napodobit naprosto dokonale.
Za vlády Paula Atreida byl vytvořen ghola Duncana Idaha, u nějž se poprvé podařilo probudit vzpomínky na minulý život. Od těch dob tleilaxanská elita neustále tvořila své vlastní klony s původními vzpomínkami, čímž mohla žít v podstatě neomezeně dlouho. Za vlády Paulova syn Leta II. byla většina jejich genetických pokusů zakázána, avšak Leto II. si od nich nechával neustále dodávat nové klony Duncana Idaha. Po Letově smrti během období Rozptylu někteří Tleilaxané opustili svůj rodný svět a expandovali do neznámého vesmíru. Později byli nazýváni Ztracení Tleilaxané a podařilo se jim zdokonalit Tvarové tanečníky, takže byli velmi obtížně rozpoznatelní od svých předloh.
Původním Tleilaxanům se konečně podařilo ovládnout techniku výroby syntetické melanže, takže Arrakis ztratila svůj monopol na produkci koření. Na konci Kacířů Duny však byla planeta Tleilax poničena Ctěnými matre a téměř všichni Páni pobiti, takže byla výroba syntetické melanže ztracena.

## Sociální struktura Bene Tleilaxu
Na rozdíl od většiny Impéria nebylo politické zřízení feudální, systém by se dal popsat jako meritokracie. V Bene Tleilaxu existovaly přesně určené třídy obyvatel. Je však pravděpodobné, že zde byla jistá sociální mobilita. Velkou roli v tleilaxanské společnosti hrála jejich víra.
Některé tleilaxanské třídy:
- Domelové – obyčejní Tleilaxané (tj. ne šlechtic nebo tvarový tanečník). Slovo „domel“ též označovalo všechny Tleilaxany jako celek.
- Mašejci – tleilaxanští Páni z nejvyšší třídy, tedy něco jako šlechta. Měli právo na nesmrtelnost gholovským procesem – pokud zemřeli byl v regenerační nádrži vyroben jejich klon s původními vzpomínkami.
- Chasádři – „strážci čistoty“ na tleilaxanských hranicích. Při návratu z pobytu mimo domovské planety jim každý musel dokázat, že se neznečistil názory nevěřících.
- Málici – deset vládců Tleilaxu, členové tajné rady „kehl“. Málikem se mohl stát pouze mašejk a krom jiných privilegií mohl na zasedání kehlu nahlas mluvit posvátným jazykem islamíjátu. Každý málik měl v hrudníku implantovanou nulentropní kapsli s buňkami všech ostatních členů kehlu, technických specialistů, ale i například Paula Atreida a mnohých jiných významných postav historie Duny.
- Mahají – předseda kehlu a nejvyšší světský vůdce Bene Tleilaxu, někdy též zvaný Pán Pánů. Obvykle se tato funkce spojovala s funkcí abdla.
- Abdl – nejvyšší duchovní představitel Bene Tleilaxu.
- Jak bylo řečeno, tleilaxanské ženy neměly v jejich společnosti žádné místo, byly přetvářeny na regenerační nádrže a sloužily pouze k plození genetických produktů.

## „Velká víra“ Bene Tleilaxu
Náboženství hrálo v životě Tleilaxanů klíčovou roli, podřizovali mu téměř vše. V jistém ohledu se dá říci, že Tleilaxané byli jednou velkou fanatickou náboženskou sektou. Svou víru označovali jako Šariját nebo Velkou víru a jednalo se o súfi-zensunnitismus. Byl to velice komplikovaný náboženský systém, plný paradoxů a jinotajů. Sledovali jen své vlastní cíle a cíle svého Boha, který se velmi lišil od Boha např. v křesťanském pojetí (kupříkladu za jazyk Boží považovali DNA).
Tato víra byla velice rigidní a všechny, kdo ji nesdíleli, tedy zbytek Impéria, označovali hanlivě jako „póvindá“. Naopak své domácí planety označovali jako „Wekht jandoly“, neboli „Posvátný okrsek“. Základní ideou Šarijátu bylo v póvindá vyvolat dojem vlastní slabosti, předvídatelnosti a hlouposti (například zmíněným zjevem). Tento sebeobraz přiživovali po tisíce let, ale postupně sbírali síly k „Bodalu“. Bodal, což tleilaxansky znamená „svrchovaná pomsta“, měl být jediný, dokonale připravený okamžik, během něhož svrhnou svou dlouho budovanou masku a dobyjí celý vesmír. Tleilaxané očekávali příchod Bodalu jako jiná náboženství např. příchod Mesiáše.
Dobro a zlo mělo v jejich filosofii podivné významy. Například pokud chystali nějakou intriku nebo útok, jejich oběť musela mít vždy možnost záchrany – pakliže jí dokázala nalézt.